# Terengganu
Terengganu er et sultanat på Malacca-halvøen, der indgår som en delstat i den malaysiske føderation – kendt som Malaysia.
Under sin jordomrejse var Johannes V. Jensen i 1902 i Terengganu.
Teksten Skovene er inspireret af forfatterens ophold i sultanattet.
- Wikimedia Commons har flere filer relateret til Terengganu

4°45′N 103°00′Ø / 4.75°N 103°Ø
|  | Infoboks uden skabelon Denne artikel har en infoboks dannet af en tabel eller tilsvarende. |